# Пошта Єгипту
Egypt Post (араб. البريد المصرى) — національний оператор поштового зв'язку Єгипту зі штаб-квартирою в Каїрі. Є державним підприємством та підпорядковується уряду Єгипту. Член Всесвітнього поштового союзу.